# Fejervarya mysorensis
Fejervarya mysorensis е вид жаба от семейство Dicroglossidae.

## Разпространение
Този вид е разпространен в Индия.